# Richard Rankin
Richard Rankin (de son vrai nom Richard Harris), né le 4 janvier 1983 à Glasgow en Écosse, est un acteur britannique.
Il est connu pour avoir interprété Roger Mackenzie dans la série télévisée Outlander,.

## Jeunesse
Richard Rankin naît en 1983 à Glasgow, en Écosse où il y passe une partie de son enfance dans l'East End de la ville. Il déménage à King's Park à l'âge de dix ans et fréquente l'école secondaire Stonelaw. Issu d'une fratrie de quatre garçons dont le père est policier et la mère travaille dans l'hôtellerie, il prévoit initialement de faire carrière dans les sciences ou la technologie de l'information,.
Richard fréquente d'abord l'université calédonienne de Glasgow pour étudier la technologie de l'information, puis change de voie à la suite de la rencontre d'un producteur de cinéma à l'Hotel Roosevelt d'Hollywood pendant des vacances à Los Angeles, qui lui aurait déclaré qu'il avait l'air d'un acteur. A son retour à Glasgow, Richard auditionne pour le Langside College avec son frère Colin Harris,. Les deux frères obtiennent leur diplôme et poursuivent une carrière d'acteur ; mais lorsque Richard, qui est alors connu sous son nom de naissance de Harris, rejoint l' Actors' Equity Association (AEA), il commence à utiliser le nom de jeune fille de sa mère, Rankin, pour éviter toute confusion avec l'acteur irlandais Richard Harris.

## Carrière

### Télévision
Rankin commence sa carrière professionnelle en 2006 en jouant aux côtés de Robert Florence dans  VideoGaiden, une émission de jeu vidéo écossaise initialement diffusée sur BBC Two Scotland,. Entre 2007 et 2010, il fait des apparitions dans les programmes à épisodes de la télévision écossaise  Legit (2007) et The Old Guys (2009) pour la BBC et Taggart (2010) pour STV,. Il joue différents rôles dans la série humoristique écossaise Burnistoun, créée en 2009,.
Deux ans plus tard, Rankin incarne Thomas Gillan, aux côtés de Kevin Doyle et Oona Chaplin, dans la mini-série basée sur la Première Guerre mondiale The Crimson Field,. Le programme est diffusé sur BBC One en avril 2014 et ne dure qu'une seule saison. Rankin rejoint le casting de la série dramatique policière de BBC One, Affaires non classées, en janvier 2015, dans le rôle de l'inspecteur-détective Luke Nelson dans l'épisode dix-huit en deux parties, Falling Angels. L'épisode porte sur une série de meurtres dans le métro de Londres, dont l'enquête évoque de mystérieux souvenirs d'enfance du meurtre de son père. Rankin continue à faire des apparitions dans deux épisodes du thriller de NBC, American Odyssey, dans le rôle de Haney, un tueur à gages ; la série est arrêtée après la première saison,.

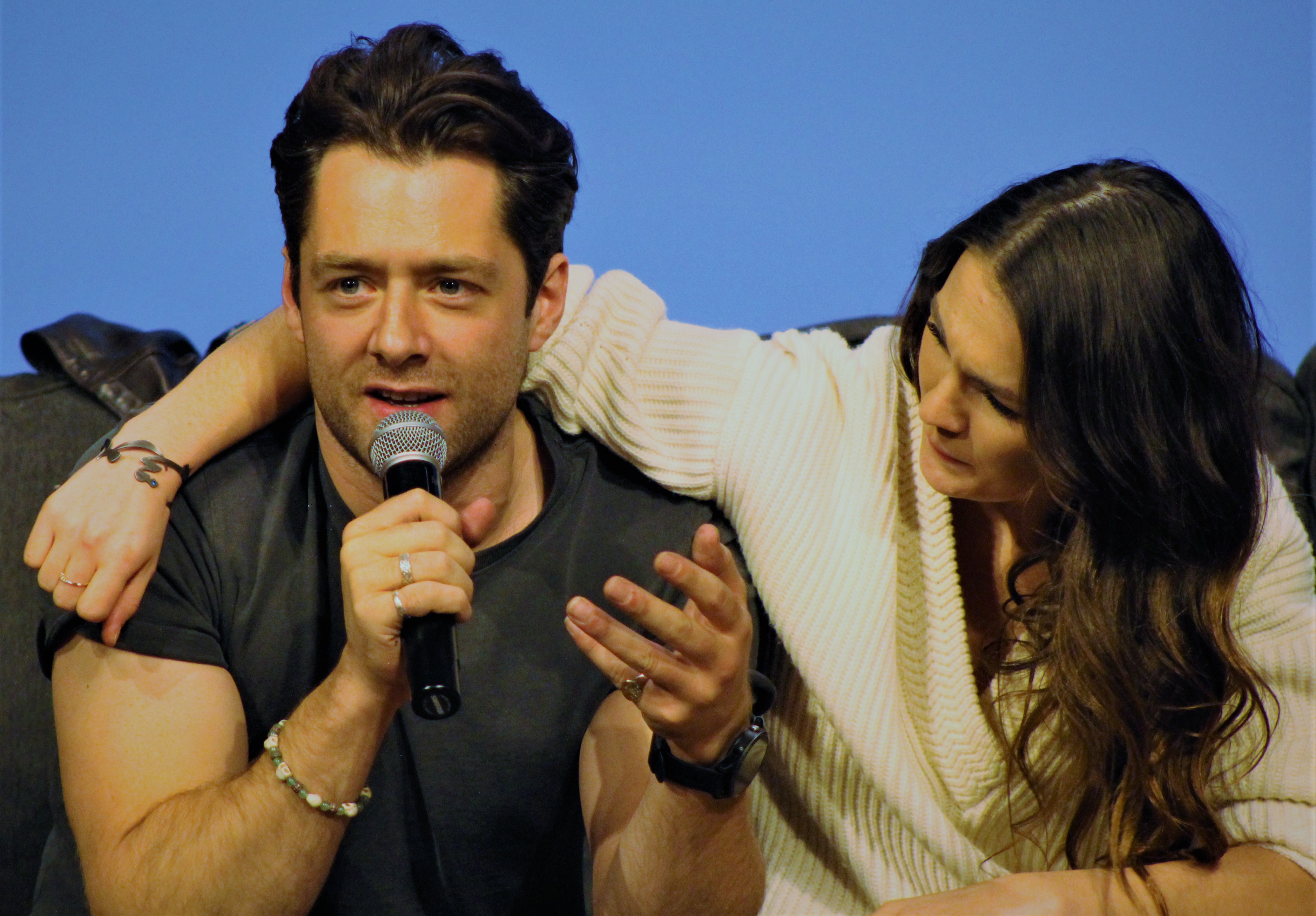
Richard Rankin (à gauche) et Sophie Skelton (à droite) répondant aux questions des fans lors de la convention pour Outlander le 18 novembre 2018 à Sasnak City.

En 2015, l'écrivaine Kay Mellor adapte son personnage Sean McGary pour Rankin dans la troisième saison de son drame The Syndicate. La série suit un groupe de collègues qui ont gagné à la loterie, avec Rankin comme garde-chasse d'un manoir anglais. La même année, dans le drame policier en quatre parties de BBC One, From Darkness, Rankin interprète Norrie Duncan, époux de l'ex-flic de Manchester, Claire Church (Anne-Marie Duff).
En décembre 2015, il est annoncé que Rankin est choisi en tant que Roger Wakefield adulte dans la série dramatique de Starz Outlander, basée sur la série des best-sellers de Diana Gabaldon. Apparaissant d'abord dans l'épisode final de la saison deux en 2016, puis à nouveau dans plusieurs épisodes de la saison trois, le personnage de Rankin est le prétendant de Brianna Randall Fraser. Il revient dans la saison quatre, sortie le 4 novembre 2018, avec un rôle élargi et récurrent. Plus tard en 2016, Rankin apparait en tant que le détective Elliott Carne dans le drame criminel de la BBC Thirteen. La série est centrée sur Ivy Moxam (Jodie Comer), une jeune fille kidnappée et détenue pendant treize ans, alors qu'elle tente de renouer avec la vie qu'elle avait autrefois.
Rankin joue dans deux productions de la BBC en 2017 : dans la mini-série dramatique The Replacement, dans laquelle il joue le mari psychiatre d'Ellen (Morven Christie), et il fait une apparition en tant que père d'Hrothweard dans le drame historique de BBC Two The Last Kingdom, basé sur la série de romans de Bernard Cornwell intitulée Les Histoires saxonnes.
La série dramatique Midsomer Murders d'ITV, sortie aux États-Unis en 2018, fait intervenir Rankin dans l'épisode quatre en tant que la star du rugby Danny Wickham. En 2019, Rankin joue dans la série deux du drame Trust Me de BBC One comme le Dr Alex Kiernan, un neurologue. La deuxième saison, dont le tournage débute à Glasgow, en Écosse, en septembre 2018, comporte un changement complet du casting de la première saison, avec Rankin rejoignant Alfred Enoch, Ashley Jensen et John Hannah dans le thriller médical.
En juillet 2020, Rankin joue dans un épisode Scenes for Survival du National Theatre of Scotland / BBC Scotland, une série de courtes productions théâtrales qui ont été filmées en quarantaine, créées en réponse à la pandémie de COVID-19. L'épisode, intitulé The Longest Summer, présente Rankin comme un homme se souvenant de ses étés d'enfance et comprend une chanson titre écrite par Noisemaker et interprétée par Rankin. La chanson est ensuite sortie en single pour collecter des fonds pour le Scenes for Survival Hardship Fund, qui aide les artistes les plus durement touchés par la pandémie,.

### Films
Richard Rankin obtient son premier rôle dans un film dans le court métrage réalisé par Carter Ferguson en 2011, Dead Ringer. Conçu, écrit et filmé en quarante-huit heures, le film remporte plusieurs prix, dont celui du meilleur réalisateur et du meilleur acteur pour Rankin, au Glasgow 48 Hour Film Project,,. Il joue ensuite dans un film d'horreur à petit budget, House of Him, sorti en février 2014 au Festival du film de Glasgow. Le film a un budget d'environ 900 £ et rassemble plusieurs de ses collègues de Burnistoun, dont Kirsty Strain et Louise Stewart,. L'année suivante, Rankin apparait dans le film de John Wells À vif !, aux côtés de Bradley Cooper. Revenant aux courts métrages en 2016, Rankin joue le rôle de Vance dans The Wyrd de Chloë Wicks, l'histoire d'un jeune couple dans l'Angleterre païenne du VIIe siècle au moment de l'arrivée du christianisme. En 2022, Rankin joue dans le court métrage Hello, Muscles, aux côtés de Kate Dickie, dans le cadre d'une campagne de sensibilisation pour les jeunes soignants ,.

### Théâtre
En 2008, alors que Richard Rankin fréquente toujours le Langside College, il joue Bothwell dans la pièce de Liz Lochhead Mary Queen of Scots Got Her Head Chopped Off au Citizens Theatre de Glasgow,,. L'année suivante, il est choisi, avec son frère Colin Harris, dans la sombre comédie The Pillowman par XLC Productions. La production, qui est présentée une première fois en mars 2009, est invitée à revenir au Citizens Theatre pour une reprise en septembre de la même année. Au début de 2010, Rankin joue le rôle de Donny dans la pièce paramilitaire irlandaise de Martin McDonagh,The Lieutenant of Inishmore,. En 2012, Rankin joue dans deux productions théâtrales, la courte pièce de David Harrower, Good With People au Traverse Theatre lors du Edinburgh Festival Fringe et la production du National Theatre of Scotland de la pièce militaire Black Watch de Gregory Burke. La pièce relate les expériences des membres du Black Watch pendant la guerre d'Irak et est la première du National Theatre of Scotland à faire une tournée internationale, se produisant notamment à Belfast, New York, Washington (district de Columbia) et San Francisco,,.
Au cours des deux années suivantes, Rankin joue au Traverse Theatre dans la comédie Most Favoured (2013) du dramaturge irlandais David Ireland,. En 2014, il est la tête d'affiche de la pièce Bruises de Kieran Hurley, qui fait partie de la série Unusual Unions du Royal Court Theatre, en tant que l'un des deux frères aux opinions diamétralement opposées se rencontrant après une longue absence,. Fin 2021, Rankin revient sur scène à l'Almeida Theatre de Londres, dans la production primée de la réalisatrice Yaël Farber de Macbeth (Shakespeare),. Il est nommé pour un WhatsOnStage Award dans la catégorie du meilleur second rôle pour son rôle de Ross dans la pièce.

### Radio
Début 2019, Rankin apparait en tant que Jack dans la comédie en quatre parties de BBC Radio Scotland Saddled, qui relate les aventures des membres du The Easy Rider Cycling Club,.

### Podcast
L'été 2021, la société de production The Big Light, en collaboration avec son partenaire de théâtre musical Noisemaker, produit un podcast musical en huit parties intitulé  Atlantic : A Scottish Tale. La série se polarise sur les derniers colons de l'île écossaise isolée de St. Kilda, avec Rankin dans le rôle de Sloane Sinclaire.

## Autres activités
En plus de sa carrière d'acteur, Rankin est un photographe passionné. En mars 2019, il organise une exposition de photographies sur une seule nuit, intitulée His Mind's Eye, à la Littlefield Gallery NYC à Brooklyn, New York,,.

## Filmographie

### Télévision
- 2006 : VideoGaiden, divers rôles
- 2007 : Legit, Nelson
- 2009 : The Old Guys, jeune marié
- 2009-2012 : Burnistoun, divers rôles
- 2010 : Taggart : Ged McShane
- 2014 : The Crimson Field, capitaine Thomas Gillan
- 2015 : Affaires non classées, DI Luke Nelson
- 2015 : American Odyssey : Haney
- 2015 : The Syndicate, Sean McGary
- 2015 : From Darkness, Norrie Duncan
- 2016 : Thirteen , DI Elliott Carne
- 2016-Présent : Outlander, Roger Wakefield (MacKenzie)[68]
- 2017 : The Replacement, Ian Rooney
- 2017 : The Last Kingdom, Père Hrothweard
- 2018 : Inspecteur Barnaby, Danny Wickham
- 2019 : Trust Me, Dr Alex Kiernan[30]
- 2020 : Scenes For Survival, épisode "The Longest Summer"
- 2024 : Rebus , 6 épisodes diffusés sur BBC One

### Films
- 2011 : Dead Ringer, Richie
- 2014 : The House of Him, Him
- 2015 : À vif !, Reece Waiter
- 2016 : The Wyrd, Vance
- 2022 : Hello, Muscles, court métrage

## Théâtre
- 2008 : Mary Queen of Scots Got Her Head Chopped Off, Bothwell, metteur en scène : David Lee Michael, Citizens Theatre[43],[10],[44]
- 2009 : The Pillowman, Tupolski, metteur en scène : David Lee Michael, Citizens Theatre[45],[46]
- 2010: The Lieutenant of Inishmore, metteurs en scène : David Lee-Michael et David Winter, Citizens Theatre [47],[48]
- 2010-2013 : Black Watch, Granty, metteur en scène : John Tiffany, National Theatre of Scotland[69],[51],[70]
- 2012 : Good With People, Evan, metteur en scène : George Perrin, Traverse Theatre[71],[49]
- 2013 : Most Favoured, Mike, metteur en scène : Hamish Pirie, Traverse Theatre
- 2014 : Unusual Unions: Bruises, Freddie, metteur en scène : Caroline Steinbeis, Royal Court Theatre
- 2021 : Macbeth, Ross, metteur en scène : Yaël Farber, Almeida Theatre

## Radio
- 2019 : Saddled, Jack, BBC Radio Scotland

## Récompenses
- Glasgow 48 Hour Film Project 2011 : Meilleur acteur pour Dead Ringer
- 21e cérémonie des Satellite Awards (2017) : Meilleure distribution (télévision) pour Outlander